# Paul Huson
Paul Huson (Londra, 19 settembre 1942) è un saggista e scrittore britannico residente negli Stati Uniti.
Oltre ad aver scritto vari libri sull'esoterismo e la stregoneria, ha lavorato a lungo nell'industria televisiva e cinematografica.

## Biografia
Nato a Londra, figlio di uno scrittore e di una costumista cinematografica, Huson risiede attualmente a Los Angeles, negli Stati Uniti, assieme al compagno William Bast. Le informazioni biografiche presenti sulla copertina del suo primo e maggiormente noto lavoro, Il dominio della magia nera, lo vorrebbero discendente di un lignaggio scozzese di streghe che risalirebbe fino a Alice Huson, una strega vissuta nella Scozia del XVII secolo. Huson ha successivamente dichiarato in un'intervista che tale storia era stata voluta dal suo editore per aggiungere un alone di mistero e autorità intorno alla sua figura e che, sebbene tale donna sia esistita veramente, egli non ha alcuna prova di esserne discendente mentre, ironicamente, è documentata la sua discendenza da uno dei generali puritani di Cromwell.

## Carriera nel mondo dello spettacolo
Nel 1955 Huson apparve sullo schermo nei panni di Edward, Principe di Galles, nel film di Laurence Olivier Riccardo III. Dal 1965 al 1968 lavorò come direttore artistico alla BBC e alla divisione britannica della Columbia Pictures. Si trasferì quindi negli Stati Uniti.
Dal 1985 al 1987 fu coautore assieme a William Bast della serie I Colby, spin off del celebre Dynasty e vincitrice del People's Choice Award per l'anno 1986. In seguito ha continuato a lavorare come autore di svariate serie televisive e film.

## Studi esoterici e opere
Dopo aver frequentato la Leighton Park School, una scuola quacchera nel Berkshire, Huson studiò pittura, scenografia teatrale e cinema alla Slade School of Fine Arts presso l'Università di Londra, mentre al contempo intraprendeva lo studio della tradizione magica occidentale in seno alla Society of the Inner Light di Dion Fortune. Nel 1965 studiò con l'ordine della Stella Mattutina e Israel Regardie.
Nel 1970 scrive, ancora molto giovane, quello che sarà il suo libro di maggior impatto, Mastering Witchcraft, pubblicato prontamente già l'anno successivo in lingua italiana dalla casa editrice Astrolabio con il titolo Il dominio della magia nera. Il libro è ancora in catalogo sia nei paesi anglofoni che nella sua edizione italiana e conserva tuttora una buona popolarità soprattutto per la sua caratteristica di presentare una forma di stregoneria indipendente dai metodi e dai principi etici della wicca, cui sarebbero stati dedicati da lì a poco, soprattutto nel mondo anglosassone, la maggior parte dei testi affini immessi sul mercato editoriale.
Seguono The Devil's Picturebook (1971), dedicato alla simbologia dei tarocchi, Mastering Herbalism (1974), How to Test and Develop your ESP e due romanzi: The keepsake (1981) e The Offering (1984). L'interesse di Huson torna nuovamente ai tarocchi nel nuovo millennio, quando pubblica un nuovo saggio su di essi, Mystical Origins of the Tarot (2004), e pubblica presso la casa editrice italiana Lo Scarabeo un proprio mazzo, I tarocchi della ruota di Dama Fortuna (2009).